# Neville (đô vật)
Benjamin "Ben" Satterley (sinh ngày 22/8/1986) được biết đến nhiều hơn với tên võ đài là PAC , là một đô vật chuyên nghiệp người Anh . Anh hiện đang ký hợp đồng với All Elite Wrestling (AEW), nơi anh là thành viên của nhóm Blackpool Combat Club và là một phần bộ ba vô địch đai AEW World Trios với các đồng đội Claudio Castagnoli và Wheeler Yuta trong lần thứ hai . Anh cũng là cựu vô địch AEW International Championship (và là lần đầu tiên) , tại một thời điểm nắm giữ cả hai danh hiệu này cùng lúc để trở thành nhà vô địch đôi đầu tiên trong lịch sử AEW. Anh cũng từng thi đấu cho WWE dưới cái tên Neville,  Trước đó, anh đã thi đấu ở NXT (một nhánh phát triển của WWE) dưới cái tên Adrian Neville, và trước đó, anh đã biểu diễn độc lập dưới cái tên Pac.